# Zhengzhou Hanghai Stadium
Zhengzhou Hanghai Stadium (chiń. 航海体育场; pinyin Hánghǎi Tǐyùchǎng) – wielofunkcyjny stadion w Zhengzhou, w Chinach. Obiekt może pomieścić 30 000 widzów. Swoje spotkania rozgrywa na nim drużyna Henan Construction.